# Potencial de resiliencia organizacional
Potencial de resiliencia organizacional se define como la capacidad latente (no evidente) de una organización para anticipar amenazas, afrontar efectivamente los eventos adversos y adaptarse a las condiciones cambiantes (Duchek, 2020), con la finalidad de sobrevivir y prosperar ante la adversidad. Esta capacidad se vuelve evidente al enfrentarse la organización a situaciones adversas. En el momento de lograr superar las adversidades la organización en lugar de haber sido debilitada esta es fortalecida.

## Principales antecedentes del potencial de resiliencia organizacional.
1. El ecologista canadiense Holling (1973)[2] estudia la relación de la resiliencia en los ecosistemas en las ciencias naturales.
2. La resiliencia en las ciencias sociales tiene sus inicios como capacidad que permite adaptar, integrar y reconfigurar los recursos de una organización (Teece, Pisano, y Shuen, 1997)[3]
3. Norma Británica BS-65000 (2014);[4] objetivo: crear una estrategia para las organizaciones que les permitiera sobrevivir y prosperar.
4. La Organización Internacional de Normalización desarrolló el ISO-22316 (2017);[5] objetivo: crear un proceso para absorber y adaptarse las organizaciones a un entorno cambiante.

## Hechos actuales que contextualizan el potencial de resiliencia organizacional.
El 11 de septiembre de 2001 el día del ataque terrorista de las torres gemelas el banco de inversión Morgan Stanley contaba con 2,700 empleados aproximadamente distribuidos en 22 pisos en la torre sur entre el piso 43 y 74. Después del impacto del primer avión en la torre norte se activaron las alarmas de Morgan Stanley para desalojar a sus empleados y 15 minutos después al impactarse el segundo avión en la torre sur sus oficinas ya se encontraban prácticamente vacías (Coutu, 2002).
¿Cómo fue esto posible? Las características del potencial de resiliencia son tres: anticipar, afrontar y adaptarse. Morgan Stanley realizaba frecuentemente simulacros de incendio en el que practicaban la evacuación de todo el personal, por esta razón, el día del ataque terrorista en el momento en que se activa la alarma, no se preguntaron si será una falsa alarma, ellos actuaron de acuerdo a su entrenamiento y gracias a esta acción se salvaron la vida de miles de personas.
También Morgan Stanley contaba con ubicaciones alternas para reubicar a sus empleados en caso de un siniestro en las torres gemelas, así como respaldos de toda su información estratégicamente ubicado en otros lugares para evitar perder sus bases de datos en caso de siniestro.
Estas características observables en el caso de Morgan Stanley el día del ataque terrorista del 11 de septiembre permiten contextualizar lo que es una organización con potencial de resiliencia organizacional.

## Revisión de la literatura.
Hasta este momento no existe una teoría de la resiliencia, sin embargo, se conocen modelos teóricos y modelos empíricos que permiten justificar lo que se conoce de este fenómeno.

### Modelos teóricos
- Mallak (1998)[7]
- Gittell et al. (2006)[8]
- Pal et al. (2012)[9]
- Lee et al. (2013)[10]
- Xiao y Cao (2017)[11]
- Duchek (2020)[1]
- Hillmann y Guenther (2020)[12]
- Carden et al. (2018)[13]

### Modelos empíricos
- Somers (2009)[14]
- Salanova et al. (2012)[15]
- Şengül et al. (2019)[16]
- Morales et al. (2019)[17]
- Campos (2015)[18]
- Chen (2016)[19]
- Mousa et al. (2020)[20]

## Conclusión.
El potencial de resiliencia mejora las posibilidades de una organización para sobrevivir y prosperar ante la adversidad.